# Skyfire (группа)
Skyfire — шведская мелодэт-группа из города Хёёр.

## История группы
История Skyfire началась в 1995 году, когда четверо парней из небольшого шведского городка Хоор решились организовать свою команду. Должности распределились следующим образом: Андреас Эдлунд (гитара, клавишные), Мартин Ханнер (бас, клавишные), Йонас Сьегрен (бас) и Тобиас Бьорк (ударные), причём первые двое стали также основными авторами песен «небесного огня». С вокалистом сначала было туго, и лишь когда группа собралась записывать демо «Within Reach», к микрофону пригласили Маттиаса Холмгрена из Embracing. Впрочем, результат тех сессий не удовлетворил музыкантов, и впоследствии они решили играть более тяжёлые и энергичные вещи.
Второй пробник, записанный с Хенриком Веннгреном на вокале, получился гораздо интереснее и потому вызвал серию положительных рецензий. И хотя демо «The Fine Story» содержало всего три композиции, Skyfire отлично продемонстрировали своё умение соединять эпический атмосферный метал с усложнёнными песенными структурами.
Между тем коллектив наладил связи со столичной викинг-командой Thyrfing и через её участников вышел на голландский лейбл Hammerheart Records. Добившись от HHR контракта, группа в срочном порядке арендовала студию Abyss и вместе с продюсером Томми Тэгтгреном (братом известного шведского музыканта и продюсера Петера Тэгтгрена) взялась ваять дебютный альбом. Выпущенный в продажу в марте 2001-го, «Timeless Departure» продемонстрировал публике необычный замес из мелодик-дэта, блэка, пауэр-метала и симфонической атмосферы, создаваемой с помощью щедрых клавишных аранжировок. Релиз сопровождался одобрительным гулом прессы, и потому два года спустя Skyfire решили использовать уже проверенную формулу.
Все та же студия Abyss, все тот же Томми Тэгтгрен за пультом и в результате примерно тот же звук, ставший лишь чуть более прогрессивным (возможно, здесь сказалось появление нового барабанщика-гитариста Йоакима Йонссона) — вот что представлял собой процесс создания «Mind Revolution». Релиз сопровождался еврогастролями в компании с Ancient Rites, Blood Red Throne, Thyrfing, а также визитом в Южную Корею.
По возвращении с дороги группа перезаключила контракт с Arise Records и взялась за третью полнометражку. «Spectral» записывался в двух местах: Los Angered Recordings и Studio Underground, причём продюсерскую помощь музыкантам оказал Энди Ла Рок из King Diamond. Сьегрен не смог участвовать в сессиях, и хотя его имя значилось на обложке, басовые партии пришлось записывать Андреасу, Мартину и Йоакиму. Несмотря на оказанный альбому теплый прием, сотрудничество с Arise не заладилось, и после совместных гастролей с Dark Moor и выступления на южнокорейском Busan Rock Festival сделка была расторгнута. Утеря контракта сопровождалась серией кадровых перестановок, и спустя пару лет партнёрами Ханнера, Эдлунда и Йонссона стали гитарист Йохан Рейнольдс и вокалист Йоаким Карлссон.
7 января 2008 года Skyfire сообщили о том, что подписали контракт с флоридским лейблом Pivotal Rockordings на три альбома, после чего команда отправилась в студию, чтобы начать запись своего четвёртого полноформатника «Esoteric». Сведением альбома занимался Йонас Кьеллгрен (Scar Symmetry) в Black Lounge Studios.
15 мая 2009 года группа сообщила о том, что прежде планирует выпустить цифровой миньон под названием «Fractal» в июле этого года. Релиз представляет собой собрание бисайдов, записанных между «Spectral» и «Esoteric». 18 сентября состоялся и сам релиз альбома. В этой программе музыкантам удалось сохранить фирменный стиль, однако вместе с тем они уделили повышенное внимание оркестровым и хоровым аранжировкам, а в пару гроулингу добавили чистый вокал.
После выхода альбома коллектив активно выступал по Европе, в 2010 году прокатился с туром по Великобритании. Летом 2011 года группа вновь отправилась в студию, чтобы записать новый мини-альбом, релиз которого состоялся в 2012 году.

## Участники
- Андреас Эдлунд — гитара, клавишные (с 1995)
- Мартин Ханнер — бас, клавишные (с 2004)
- Йоаким Юнссон — ударные, гитара (с 2001)
- Юхан Рейнольдс — гитара (с 2005)
- Йоаким Карлссон — вокал (с 2007)

## Бывшие участники
- Тобиас Бьёрк — ударные (1995—2001)
- Юнас Шёгрен — бас (1995—2005)
- Хенрик Веннгрен — вокал (1998—2007)

## Дискография

### Демо и EP
- Within Reach (1998)
- The Final Story (2000)
- Haunted by Shadows (2003)
- Fractal (2009)
- Promo 2012 (2012)

### Студийные альбомы
- Timeless Departure (2001)
- Mind Revolution (2003)
- Spectral (2004)
- Esoteric (2009)